# Yamanouchi
Yamanouchi (山ノ内町?) è una cittadina giapponese della prefettura di Nagano.